# HD 40307
HD 40307은 K형 주계열성으로, 남반구의 화가자리 방향으로 지구에서 약 42광년 떨어진 곳에 있다. HD로 시작하는 명칭에서 알 수 있듯 이 별은 헨리 드레이퍼 목록에 실려 있다. 이 별의 질량은 우리 태양보다 근소하게 작다. 겉보기 등급은 +7.17로, 맨눈으로 볼 수는 없다. HD 40307은 《케이프 사진소천성표》 등재작업이 한참이던 1900년 경 관측되었다. HD 40307은 최소 6개 외계 행성을 거느리고 있다. 2008년 이 별 주위를 도는 행성 세 개가 발견되었다. 2012년 세 개의 행성이 추가로 발견되었다. 이들 중 HD 40307 g는 생명체 거주가능 영역 안을 돌고 있는 슈퍼 지구로 공전주기는 지구시간으로 약 200여일이며 표면에 액체 물이 존재하고 있을지도 모른다. 추가 관측을 통해 더 자세한 정보가 알려져야 이 행성이 생명체가 살법한 장소인지가 판가름날 것이다.

## 발견 역사 및 이름
HD 40307 명칭은 헨리 드레이퍼 목록에서 따온 것이다. 이 목록은 1911년~1915년 사이 애니 점프 캐넌과 동료들이 만든 분광형에 기초한 것으로 1918년~1924년 사이에 출판되었다. 고유 명칭이 있는 리겔, 시리우스, 베텔게우스 등과 달리 HD 40307은 애칭이 없다.

## 특징
HD 40307 본체는 분광형 K2.5~3V의 오렌지색 왜성이다. 이 별의 질량은 태양의 약 75퍼센트이며, 반지름은 태양보다 좀 더 작고, 밝기 역시 태양의 18.5퍼센트 수준이다. HD 40307의 표면 온도는 5,000 켈빈이 조금 안 된다. 이는 K 분광형 별 치고는 뜨거운 축에 속한다.

### 거리, 밝기
지구로부터는 42광년 정도 떨어져 있어 그리 멀리 있는 천체는 아니다. 그러나 이 별의 겉보기 등급은 7.17로 사람이 맨눈으로 볼 수는 없다. 이 별은 과거 41만 3천 년 전 우리 태양계에 6.4 광년까지 접근한 적이 있다.

## 행성

HD 40307에 가까이 붙어 돌고 있는 행성 3개.

이 별을 5년 동안 관측한 결과 2008년 6월 유럽 우주국은 HD 40307을 도는 슈퍼 지구 셋을 발견했다고 발표했다. 셋 다 시선 속도법을 응용, HARPS 망원경을 사용하여 발견했다.
2012년 하트퍼드셔 대학교 츠오미 미코가 이끄는 연구진이 기존의 행성 세 개 외에 같은 계(系) 내 추가로 행성 셋을 더 발견, HD 40307이 거느리는 것으로 확인된 행성은 총 6개로 늘어났다.
이들 중 다섯 행성은 어머니 별에 매우 가까이 붙어 돌고 있다. 다섯 중 가장 먼 행성은 어머니 별로부터 태양~수성 거리의 약 두 배 떨어져 있는데 이는 태양~금성 거리와 비슷하다. 항성의 분광형을 고려했을 때 이 거리는 HD 40307 항성계의 생명체 거주가능 영역 내 있다.
이들 행성의 최소 질량은 지구의 3배에서 10배로 우리 태양계에는 없는 유형들이다(지구와 천왕성, 해왕성 질량 사이의 빈 공백 내 위치한다). 내행성들을 동역학적으로 분석했을 때 b는 지금 위치보다 더 먼 곳에서 태어난 뒤 어머니 별 가까이 이동한 것으로 보이며 궤도가 불안정한 것으로 밝혀졌다. 어머니 별로부터 더 멀리 떨어진 다른 행성들도 비슷한 상황일 것으로 추측된다. 최근 동역학적 분석을 사용한 연구결과에 따르면 HD 40307 행성 구성원들의 실제 질량은 최소 질량과 그리 큰 차이가 나지 않는다고 한다.
| 동반 천체 (가까운 천체순) | 질량 (MJ)          | 공전주기 (일)             | 공전궤도 반지름 (AU)      | 이심률              |
| ------------------------- | ------------------ | ------------------------- | ------------------------- | ------------------- |
| b                         | ≥ 4.0 (+0.8,-0.7)  | 4.3123 (+0.0011, -0.0012) | 0.0468 (+0.0023, -0.0024) | 0.20 (+0.16, -0.14) |
| c                         | ≥ 6.6 (+1.1, -1.0) | 9.6184 (+0.0050, -0.0049) | 0.0799 ± 0.0040           | 0.06 (+0.06, -0.11) |
| d                         | ≥ 9.5 (+1.7, -1.5) | 20.432 (+0.022, -0.024)   | 0.1321 (+0.0066, -0.0064) | 0.07 (+0.11, -0.07) |
| e                         | ≥ 3.5 ± 1.4        | 34.62 (+0.21, -0.20)      | 0.1886 (+0.083, -0.0104)  | 0.15 (+0.13, -0.15) |
| f                         | ≥ 5.2 (+1.5, -1.6) | 51.76 (+0.50, -0.46)      | 0.247 (+0.011, -0.014)    | 0.02 (+0.20, -0.02) |
| g                         | ≥ 7.1 ± 2.6        | 197.8 (+9.0, -5.7)        | 0.600 (+0.034, -0.033)    | 0.29 (+0.31, -0.29) |

## 참고 문헌
1. 1 2 3 4 5 6 7 8 9  SIMBAD. “Basic data : HD 40307 -- Star”. 2012년 12월 18일에 확인함.
2. 1 2 3 4  HD 40307, database entry, Geneva-Copenhagen Survey of Solar neighbourhood, J. Holmberg et al., 2007, Centre de Données astronomiques de Strasbourg database V/117A, 2012-12-18 확인, Geneva-Copenhagen survey of the Solar neighbourhood. Ages, metallicities, and kinematic properties of ~14 000 F and G dwarfs, B. Nordström, M. Mayor, J. Andersen, J. Holmberg, F. Pont, B. R. Jørgensen, E. H. Olsen, S. Udry, N. Mowlavi, Astronomy and Astrophysics 418 (2004-05), pp. 989–1019, doi:10.1051/0004-6361:20035959.
3. ↑  M. Mayor; S. Udry; C. Lovis; F. Pepe; D. Queloz; W. Benz; J.-L. Bertaux;  외. (2009). “The HARPS search for southern extra-solar planets. XIII. A planetary system with 3 Super-Earths (4.2, 6.9, & 9.2 Earth masses)”. 《Astronomy and Astrophysics》 493 (2): 639–644. arXiv:0806.4587. Bibcode:2009A&A...493..639M. doi:10.1051/0004-6361:200810451.
4. 1 2  M. Mayor, S. Udry, C. Lovis, F. Pepe, D. Queloz, W. Benz, J.-L. Bertaux, F. Bouchy, C. Mordasini, D. Segransan (2009). “The HARPS search for southern extra-solar planets. XIII. A planetary system with 3 Super-Earths (4.2, 6.9, & 9.2 Earth masses)”. 《Submitted to Astronomy and Astrophysics》 493 (2): 639. arXiv:0806.4587. doi:10.1051/0004-6361:200810451.
5. ↑  msnbc (2008년 6월 16일). “세 개의 슈퍼지구가 하나의 별 주위에서 발견되었다(Three super-Earths found around one star)”. 2008년 6월 18일에 확인함.
6. ↑  CPD−60 508, database entry, Cape Photographic Durchmusterung (CPD), D. Gill and J. C. Kapetyn, 1895–1900, Centre de Données astronomiques de Strasbourg ID I/108.
7. ↑  Three super-Earths found around one star, Jeanna Bryner, MSNBC, 2008-6-16. 2012-12-20 확인.
8. 1 2  Possible Earth-like planet could hold water; scientists cautious, Amina Khan, Los Angeles Times, 2012-11-7. 2012-12-20 확인.
9. 1 2 3 4 5  Tuomi, Anglada-Escude, Gerlach, Jones, Reiners, Rivera, Vogt, Butler, Mikko, Guillem, Enrico, Hugh R. R., Ansgar, Eugenio J., Steven S., R. Paul (2012). “Habitable-zone super-Earth candidate in a six-planet system around the K2.5V star HD 40307”. v1. arXiv:1211.1617.
10. ↑  Wall, Mike (2012년 11월 7일). “'Super-Earth' Alien Planet May Be Habitable for Life”. Space.com. 2012년 12월 20일에 확인함.
11. ↑  Tate, Karl (2012년 11월 7일). “Super-Earth Planet: Potentially Habitable Alien World Explained (Infographic)”. Space.com. 2012년 12월 20일에 확인함.
12. ↑  pp. 214–215 in The Henry Draper Memorial, Annie J. Cannon, Journal of the Royal Astronomical Society of Canada 9, #5 (1915.5~6), pp. 203–215.
13. ↑  The Henry Draper Catalogue, Annie J. Cannon and Edward C. Pickering, Annals of Harvard College Observatory; hours 0 to 3, 91 (1918); hours 4 to 6, 92 (1918); hours 7 to 8, 93 (1919); hours 9 to 11, 94 (1919); hours 12 to 14, 95 (1920); hours 15 to 16, 96 (1921); hours 17 to 18, 97 (1922); hours 19 to 20, 98 (1923);hours 21 to 23, 99 (1924).
14. ↑  “Properties of Stars”. 《Astronomy Notes》. Jodrell Bank Centre for Astrophysics. 2007. 2008년 6월 22일에 원본 문서에서 보존된 문서. 2008년 11월 27일에 확인함.
15. ↑  “Stellar Magnitudes”. 《Astrophysics 162 Unit》. University of Tennessee. 2008. 2012년 12월 21일에 확인함.
16. ↑  Bobylev, Vadim V. (2010년 3월). “Searching for Stars Closely Encountering with the Solar System”. 《Astronomy Letters》 36 (3): 220–226. arXiv:1003.2160. Bibcode:2010AstL...36..220B. doi:10.1134/S1063773710030060.
17. ↑  “HD 40307 / CD-60 1303”. 《SolStation》. Sol Company. 2008. 2012년 12월 22일에 확인함.
18. ↑  “Trio of 'super-Earths' discovered”. 《BBC news》. 2008년 6월 16일. 2012년 12월 22일에 확인함. |공저자=는 |저자=를 필요로 함 (도움말)
19. ↑  “Mercury Fact Sheet”. NASA Goddard Space Flight Center. 2007년 11월 30일. 2012년 12월 22일에 확인함.
20. ↑  Barnes, Rory; Jackson, Brian; Raymond, Sean N.; West, Andrew A.; Greenberg, Richard (2009년 1월 13일). “The HD 40307 Planetary System: Super-Earths or Mini-Neptunes?”. 《The Astrophysical Journal》 695 (2): 1006. arXiv:0901.1698. Bibcode:2009ApJ...695.1006B. doi:10.1088/0004-637X/695/2/1006.